# 山下敦子
山下 敦子（やました あつこ、1976年 - ）は、日本のパラグライディング選手。京都府出身。東京農工大学卒業、千寿製薬勤務。2017年パラグライダー世界選手権セルビア大会優勝。2018年ジャカルタアジア競技大会クロスカントリー団体女子で銀メダルを獲得。2019年パラグライダー世界選手権韓国コチャン大会総合優勝。ワールドカップでの女性の総合優勝者は史上初となる快挙 。  

## 戦績
- 2015年 ジャパンリーグ女子総合2位[7]
- 2016年 ジャパンリーグ女子総合2位[8]
- 2017年 世界選手権セルビア大会　優勝[1]
- 2018年 アジア競技大会　クロスカントリー団体女子　銀メダル[3]
- 2018年 ジャパンリーグ　女子年間総合優勝[9]
- 2019年 10月世界選手権韓国コチャン大会総合優勝。女性の総合優勝はワールドカップ史上初。[5][6]
- 2019年 ジャパンリーグ　女子年間総合優勝[10]

## 受賞
- 2018年一般社団法人日本航空協会より第18回アジア競技大会メダルを獲得し航空スポーツの魅力を広めた功績により「空の夢賞」を授与される。[11]